# Terpna dorcada
Terpna dorcada är en fjärilsart som beskrevs av Swinhoe 1893. Terpna dorcada ingår i släktet Terpna och familjen mätare. Inga underarter finns listade i Catalogue of Life.